# KiCad
KiCad je svobodný software pro projektování plošných spojů, tedy pro jednu z úloh při automatizaci projektování elektroniky, podoboru počítačem podporovaného projektování zaměřeného na projektování elektronických výrobků a jejich součástí. Kromě samotného návrhu schémat zapojení elektrických obvodů a jejich převodu do plošných spojů zahrnuje například také nástroje pro sestavení kusovníku a export do formátu Gerber.
KiCad je naprogramovaný v C++ s pomocí knihovny wxWidgets a uvolněný pod licencí GNU GPL. Jedná se o multiplatformní software, který kromě stažení zdrojového kódu nabízí také instalační balíčky pro Microsoft Windows, různé linuxové distribuce a MacOS.